# Акош Кечкеш
Акош Кечкеш (угор. Ákos Kecskés, нар. 4 січня 1996, Годмезевашаргей) — угорський футболіст, захисник клубу «Нижній Новгород» і національної збірної Угорщини.

## Клубна кар'єра
Народився 4 січня 1996 року в місті Годмезевашаргей. Розпочав займатись футболом на батьківшині, а 2010 року потрапив до академії італійської «Аталанти». У 2012 році, коли Акошу виповнилося 18 років, він підписав перший професійний контракт з клубом.
Для отримання ігрової практики з літа 2015 року виступав на правах оренди за «Уйпешт», в якому провів два сезони, взявши участь у 31 матчі чемпіонату. Після цього по пів року провів у клубах польського вищого дивізіону «Нецєча» та «Корона» (Кельці) .
Влітку 2018 року він підписав дворічний контракт зі швейцарським «Лугано», де став партнером співвітчизника Балінта Весея, якому теж не вдалося заграти в Італії. На початку серпня він зазнав важкої травми коліна, через яку пропустив частину сезону, але з наступного розіграшу 2019/20 став основним гравцем команди. Станом на 30 жовтня 2019 року відіграв за команду з Лугано 17 матчів в національному чемпіонаті.

## Виступи за збірні
2011 року дебютував у складі юнацької збірної Угорщини (U-15). З командою до 20 років був учасником молодіжного чемпіонату світу 2015 року в Новій Зеландії, де його збірна вилетіла у 1/8 фіналу. Загалом на юнацькому рівні взяв участь у 15 іграх.
Протягом 2015–2018 років залучався до складу молодіжної збірної Угорщини. На молодіжному рівні зіграв у 7 офіційних матчах.
| Дата       | Місто    | Господарі         | Результат | Гості    | Турнір                               | Голи | Примітки |
| ---------- | -------- | ----------------- | --------- | -------- | ------------------------------------ | ---- | -------- |
| 15-11-2020 | Будапешт | Угорщина          | 1 – 1     | Сербія   | Ліга націй УЄФА 2020-2021 - 1-й етап | -    |          |
| 8-6-2021   | Будапешт | Угорщина          | 0 – 0     | Ірландія | товариський матч                     | -    |          |
| 2-9-2021   | Будапешт | Угорщина          | 0 – 4     | Англія   | Відбір до ЧС 2022                    | -    |          |
| 12-10-2021 | Лондон   | Англія            | 1 – 1     | Угорщина | Відбір до ЧС 2022                    | -    |          |
| 24-3-2022  | Будапешт | Угорщина          | 0 – 1     | Сербія   | товариський матч                     | -    | 80'      |
| 29-3-2022  | Белфаст  | Північна Ірландія | 0 – 1     | Угорщина | товариський матч                     | -    | 82'      |
| Усього     |          | Матчів            | 6         |          | Голів                                | 0    |          |